# Ольменета
Ольменета (італ. Olmeneta) — муніципалітет в Італії, у регіоні Ломбардія,  провінція Кремона.
Ольменета розташована на відстані близько 430 км на північний захід від Рима, 70 км на схід від Мілана, 12 км на північ від Кремони.
Населення — 976 осіб (2014).
Покровитель — S. Giovanni Battista.

## Демографія
Населення за роками:

Станом на 1 січня 2023 року в муніципалітеті офіційно проживало 86 іноземців з 11 країн, серед них 37 громадян країн Євросоюзу та 1 громадянин України.

## Сусідні муніципалітети
- Казальбуттано-ед-Уніті
- Кастельверде
- Корте-де'-Кортезі-кон-Чиньйоне
- Поццальйо-ед-Уніті
- Робекко-д'Ольйо